# Pivovar Krásné Březno

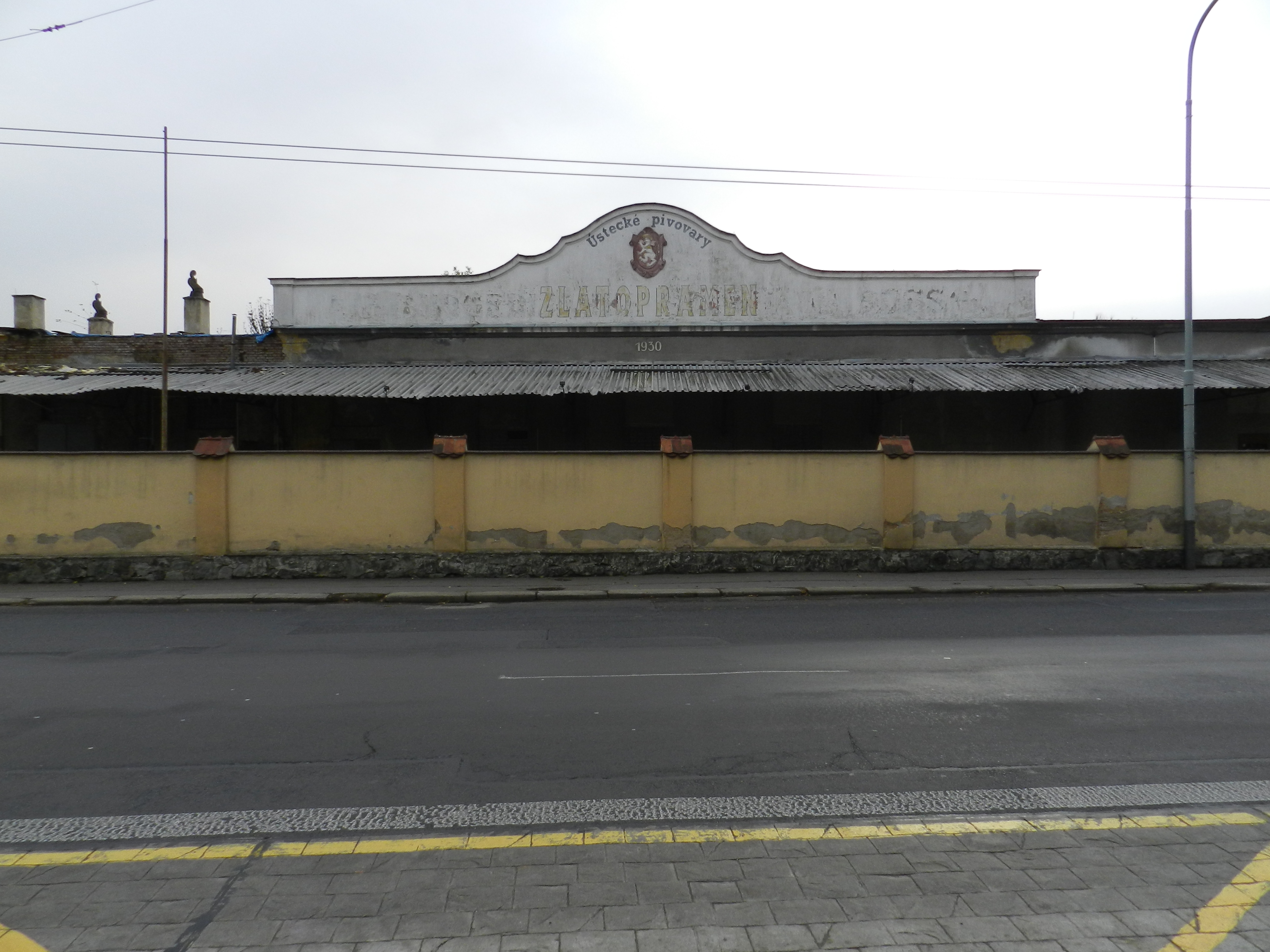
Jedna z budov pivovaru Zlatopramen v Krásném Březně

Pivovar Krásné Březno (jinak také pivovar Zlatopramen) byl pivovar v Krásném Březně ze skupiny Drinks Union, kde se do roku 2011 vařilo pivo značky Zlatopramen. Druhy vyráběných piv: Zlatopramen 11°, Zlatopramen 12°, Zlatopramen 11° tmavý a Zlatopramen světlé výčepní.
V pivovaru pracovalo přibližně 250 lidí. Zajímavostí pivovaru byla varna, instalovaná roku 1931, kde se vařilo až do uzavření provozu v listopadu roku 2011. Tehdejší majitel společnost Heineken se rozhodla přemístit výrobu Zlatopramenu do blízkého pivovaru Velké Březno. Důvodem byla chátrající budova pivovaru v Krásném Březně a snaha o zvýšení efektivity, kdy společnost provozovala dva pivovary jen několik málo kilometrů od sebe.
Posledním ředitelem pivovaru Zlatopramen byl Libor Čech (1975), který již od března roku 2007 dohlížel nad kvalitou výroby jako vrchní sládek. Dle jeho slov pracoval v pivovarech skupiny Drinks Union již od svých 16 let a za tu dobu prošel všemi pivovarnickými provozy. Zkušenosti Čechovi předávali dnes již bývalí sládci pivovaru Velké Březno Jana Rostová a Jiří Rottenborn.

## Historie
- 1249 – udělení práv várečných městu Ústí králem Václavem I.
- 1349 – potvrzení městských práv císařem Karlem IV.
- 1510 – odběratelská smlouva potvrzuje existenci pivovaru na panství Březnice /K. Březno/
- 1642 – v Krásném Březně existuje šlechtický pivovar
- 1867 – nový majitel panství JUDr. Russ staví nový pivovar
- 1893 – pivovar získává Spolek právovárečného měšťanstva. Celkem 84 právovárečníků ustavuje akciovou společnost
- 1901 – Ústí n. L. navštěvuje císař František Josef I.
- 1903 – získává právo užití císařské orlice a titulu „dvorní dodavatel“
- 1904–1906 – anglický král Edward VII. během svých pobytů v Mar. Lázních popíjí výhradně ústecký Kaiser- Bier
- 1909 – sládek Bedřich Spalek vykonává inspekční cestu po odběratelích v USA. Výstav 86000 hl
- 1913 – vaří a prodává nejméně 16 značek piva / Kaiser- Bier, Victoria, Ústecké měšťanské, Albis, 22° Ústecký Porter, 14° Regenerátor, 10° Bock, 12° Doppelbock, 11° Ležák, 12° Exportní
- 1930 – instalace stáčírny o hodinovém výkonu 5000 láhví
- 1931 – instalace nové varny. Vaří dosud
- 1945 – konfiskace majetku státem a vyhlášení národní správy
- 1961 – náhrada dřevěné ležácké nádoby kovovými tanky
- 1967 – registrována značka Zlatopramen
- 1975 – zavedení plastových přepravek lahví
- 1992 – privatizace do Akciové společnosti Ústecké pivovary
- 1997 – založení dceřiné spol. Drinks Union
- 2001 – výstav pivovaru Zlatopramen je 270 000 hl
- 2008 – pivovar se stal součástí koncernu Heineken
- 2011 – koncern Heineken kvůli technickému stavu budovy, dne 10. listopadu v tomto pivovaru ukončuje výrobu piva, značka Zlatopramen je i nadále udržována a vařena jinými pivovary koncernu[4]